# Krigsåret 1876

## Pågående krig
- Tredje carlistkriget (1872–1876)[1]
  - Spanien på ena sidan
  - Karlister på andra sidan

## Händelser

### April
- Bulgariska självständighetsivrare startar Aprilupproret,  men det slås ned av Osmanska rikets trupper.

### Juni
- 25 - Slaget vid Little Bighorn

### Fotnoter
1. ↑  ”Chronological List of All Wars”. Arkiverad från originalet den 9 oktober 2014. https://web.archive.org/web/20141009082543/http://www.correlatesofwar.org/COW2%20Data/WarData_NEW/WarList_NEW.pdf. Läst 30 juni 2011.